# New York (periodico)
New York è una rivista settimanale relativa alla vita, cultura, politica e stile di New York.

## Panoramica
Fondato da Milton Glaser e Clay Felker nel 1968 come concorrente del The New Yorker, la rivista è stata fin dall'inizio meno politica e più frivola rispetto al concorrente. Inizialmente la rivista era stata istituita come supplemento domenicale dell'Herald Tribune. La rivista ha pubblicato articoli di importanti scrittori come Tom Wolfe, Jimmy Breslin, Nora Ephron, Kurt Andersen e John Heilemann. Dal 1976 la rivista è diventata di proprietà di Rupert Murdoch che nel 1990 ha venduto il giornale ad Henry Kravis. Nel 2003, il giornale è stato nuovamente venduto al magnate della finanza Bruce Wasserstein.
Al 2009 la tiratura della rivista è di 408,622 copie, di cui il 95.8% proviene dagli abbonamenti. Il suo sito web, che riceve circa sette milioni di visite mensili, è stato riconosciuto come uno tra i più innovativi e di successo del settore.

## Giochi e concorsi
La rivista New York una volta era nota per i suoi concorsi e per i cruciverba. Per il primo anno di vita della rivista, il musicista e creatore di cruciverba Stephen Sondheim ha contribuito con un cruciverba criptico estremamente complesso a ogni terzo numero. Nello stile dei "cruciverba britannici" (come vengono talvolta chiamati), i cruciverba criptici contengono indizi che includono una definizione diretta e una definizione di gioco di parole. Richard Maltby, Jr. gli è succeduto. Dal 1980, la rivista pubblica anche un cruciverba in stile americano. Per i primi 30 anni il gioco è stato sempre di Maura Jacobson, ma a partire dall'estate del 2010, la firma di Cathy Allis Millhauser ha iniziato ad apparire a settimane alterne e la rivista l'ha annunciata come co-costruttrice permanente nel settembre 2010. Jacobson si è ritirato nell'aprile 2011, avendo creato 1.400 giochi per la rivista, inclusi 30 anni in cui ha creato un gioco ogni singola settimana senza perdere un numero. I cruciverba criptici alla fine furono abbandonati.
Nelle restanti due settimane su tre, l'amica di Sondheim Mary Ann Madden ha curato un concorso letterario spiritoso estremamente popolare che richiedeva ai lettori di inviare poesie umoristiche o altri testi con giochi di parole su un tema che cambiava con ogni puntata; un esempio di partecipazione, in una competizione che richiedeva epitaffi umoristici, ha fornito questa per Geronimo: "Requiescat in Apache". In tutto, Madden ha curato 973 edizioni del concorso, ritirandosi nel 2000. Centinaia, a volte migliaia, di testi sono stati ricevuti ogni settimana, e i vincitori includevano David Mamet, Herb Sargent e Dan Greenburg. David Halberstam una volta ha affermato di aver presentato le voci 137 volte senza vincere. Sondheim, Woody Allen e Nora Ephron erano fan.
La fine della competizione, quando Madden si ritirò, fu molto lamentata tra i suoi fan.

## Internet e siti collegati
Nel 2006, il sito web di New York, nymag.com, ha subito un rilancio durato un anno, trasformando il sito da una versione online della rivista a una sito con notizie aggiornate tempestivamente. Nel 2008, la società madre New York Media ha acquistato MenuPages (servizio per menu online per ristoranti), che serve otto mercati negli Stati Uniti, come complemento ai propri elenchi online di ristoranti e per ottenere un punto d'appoggio in altre sette città. Nel 2011, MenuPages è stata venduta a Seamless. A luglio 2010, le entrate dal digitale rappresentavano un terzo delle entrate pubblicitarie dell'azienda.
Il sito web include diversi siti di destinazione di marca: Daily Intelligencer (notizie aggiornate), The Cut (argomenti femminili), Grub Street (cibo e ristoranti) e Vulture (cultura pop). David Carr ha osservato in una colonna dell'agosto 2010: "In un certo senso, la rivista New York sta rapidamente diventando un'impresa digitale con una rivista allegata."

### The Cut
The Cut è stato lanciato sul sito web di New York nel 2008, a cura di Amy Odell, per sostituire un precedente blog della settimana della moda, Show & Talk.  Nel 2012 è diventato un sito web autonomo, spostando l'attenzione dalla moda alle questioni femminili più in generale. Stella Bugbee è diventata caporedattrice nel 2017 e ha presieduto un rilancio il 21 agosto. Il nuovo sito è stato progettato per offrire un'esperienza mobile-first migliorata e per riflettere meglio gli argomenti trattati. Nel gennaio 2018, The Cut ha pubblicato il saggio di Moira Donegan che la rivelava come creatrice della controversa lista "Shitty Media Men", un foglio di calcolo anonimo virale ma di breve durata che raccoglie in crowdsourcing rapporti non confermati di cattiva condotta sessuale da parte di uomini nel giornalismo. Quello stesso agosto, il sito pubblicò anche "Everywhere and Nowhere", il saggio di Lindsay Peoples sull'inospitalità dell'industria della moda per le voci e i punti di vista neri. Nel 2019, The Cut ha pubblicato un estratto dal libro di E. Jean Carroll, What Do We Need Men For? A Modest Proposal, per lo più sull'aggressione sessuale di Donald J. Trump nei suoi confronti.